# Myrmecocystus romainei
Myrmecocystus romainei är en myrart som beskrevs av Roy R. Snelling 1975. Myrmecocystus romainei ingår i släktet Myrmecocystus och familjen myror. Inga underarter finns listade i Catalogue of Life.

## Bildgalleri

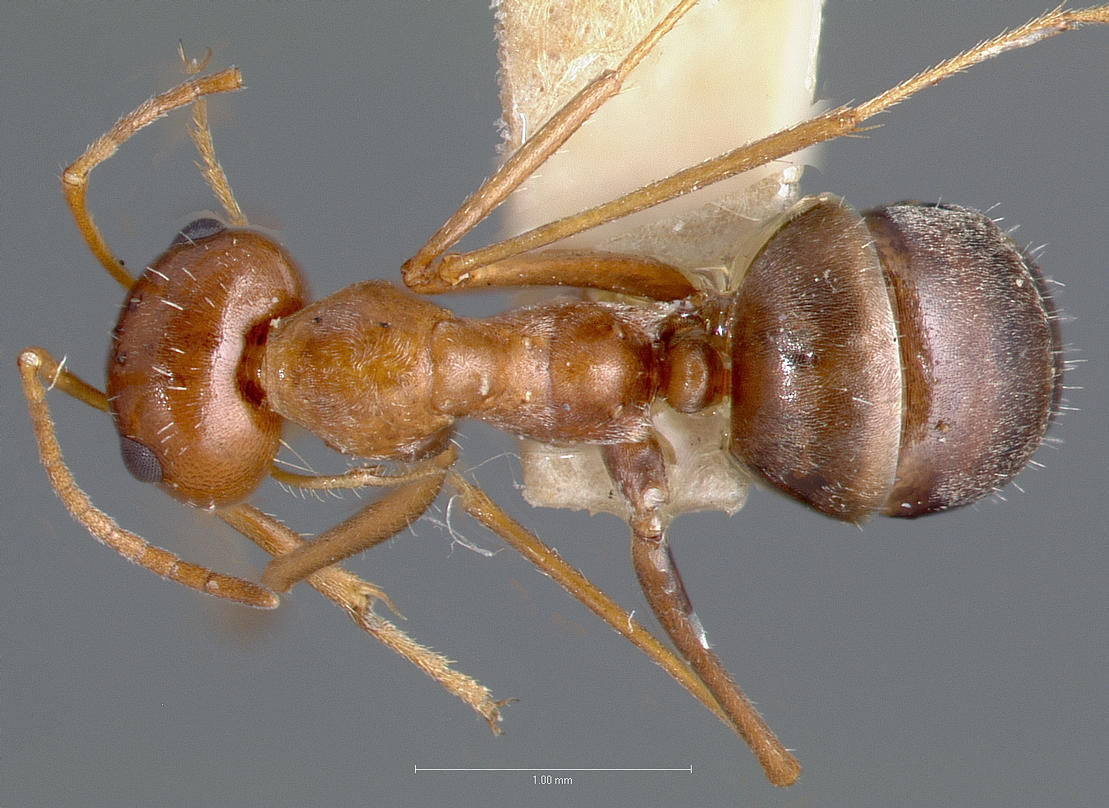
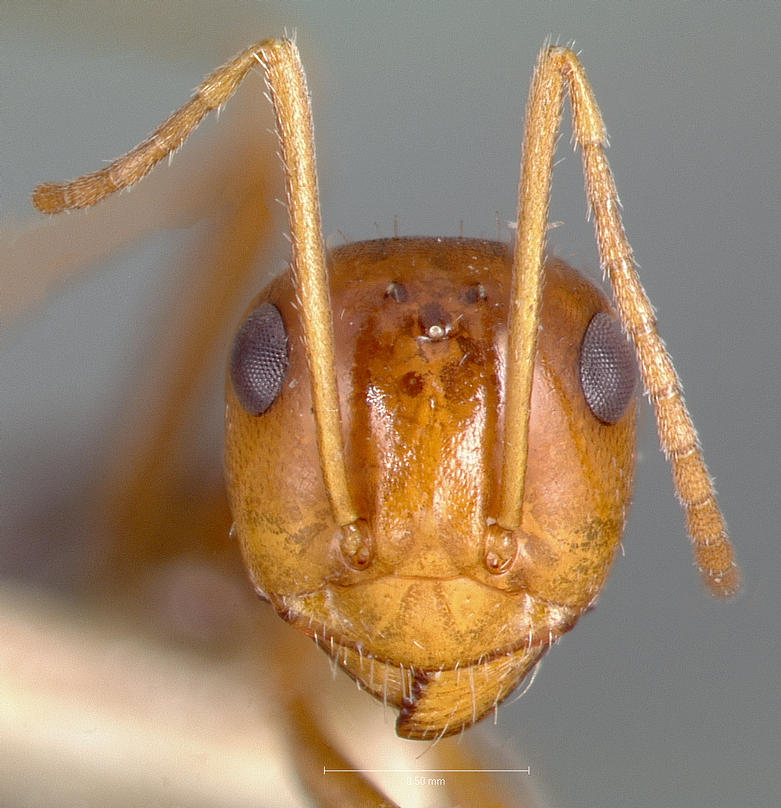
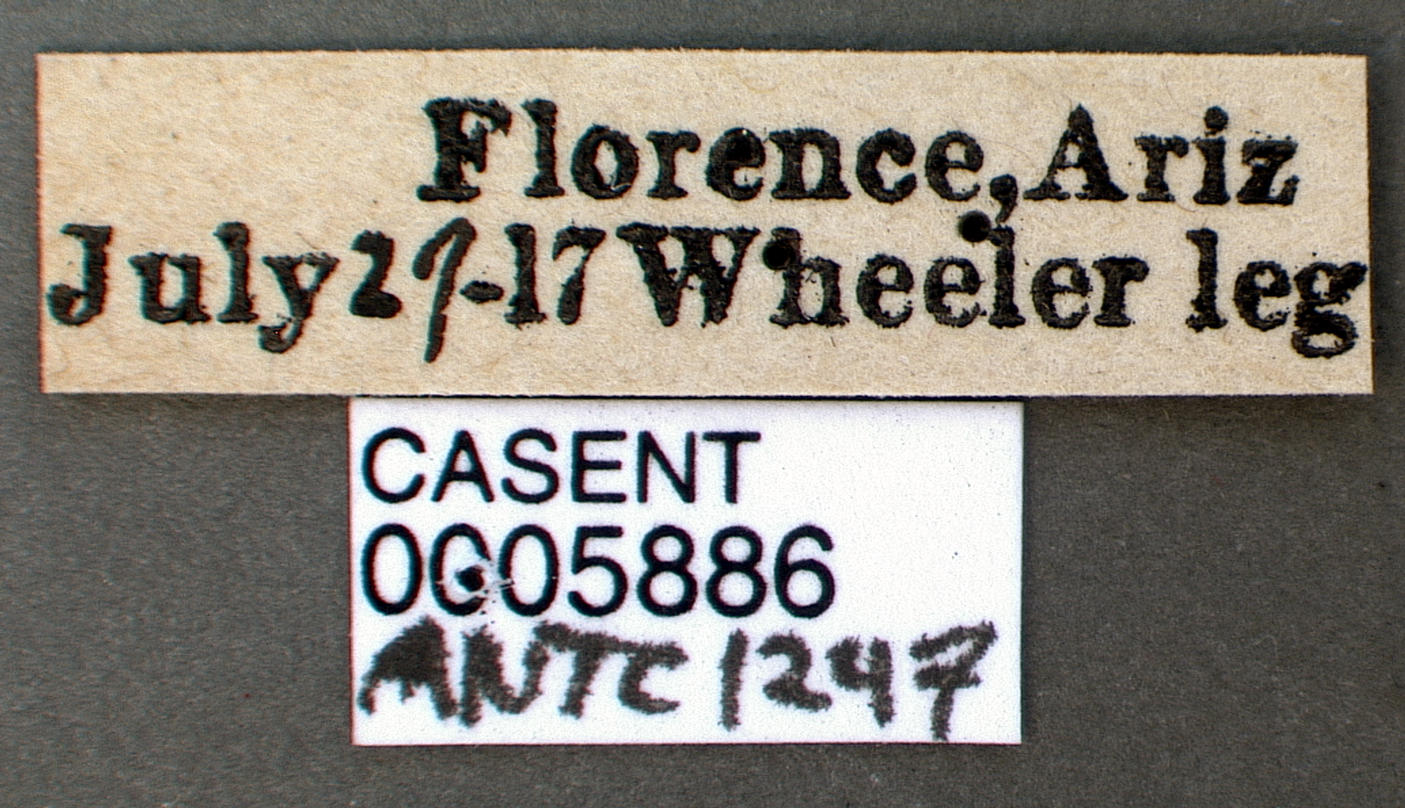
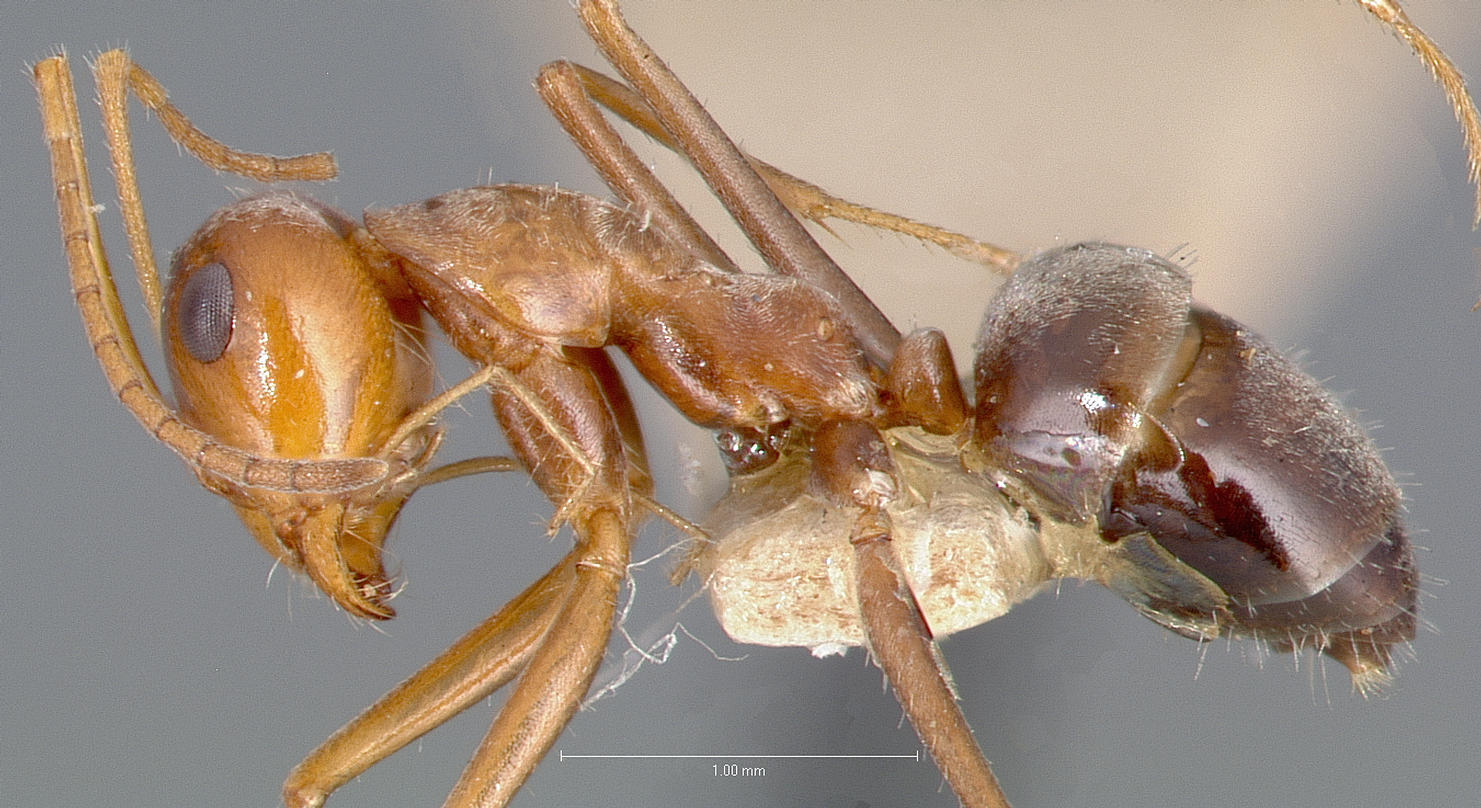